# Tensei Shitara Ken Deshita
Tensei Shitara Ken Deshita (jap. 転生したら剣でした) ist ein japanischer Online-Roman von Yuu Tanaka, der von 2015 bis 2024 erschien. Die Isekai-Reihe wurde als Light Novel, Manga und Anime adaptiert, wobei letzterer international als Reincarnated as a Sword veröffentlicht wurde. Die Geschichte erzählt von einem Mann, der in einer Fantasy-Welt als Schwert wiedergeboren wird und zum Meister eines jungen Katzenmädchens wird.

## Inhalt
Ein Mann wird ermordet und erwacht mit seinen Erinnerungen, außer an seinen Namen, in einer fremden Welt wieder. Er hat die Gestalt eines magischen Schwertes angenommen, das auf seinen Träger wartet. Viele magische Wesen versuchen ihn zu erlangen, aber das beseelte Schwert bemerkt schnell, dass allein seine Magie genügt, sie abzuwehren. Und dabei können sogar die Fähigkeiten des Schwerts verbessert werden. Schließlich kommt eine Gruppe Menschen mit versklavten Katzenmenschen vorbei. Das kleine Mädchen Fran wird vom Schwert aus der Sklaverei befreit und wird zu dessen erster Trägerin. Durch Telepathie kann er auch mit ihr kommunizieren. Fran wählt das Schwert als ihren Meister aus, der sie in der Kampfkunst unterweisen soll. Dabei stellt sich aber heraus, dass auch Fran allein schon viele Fähigkeiten hat. Gemeinsam begeben sie sich auf eine Reise durch die Welt, Fran wird Abenteurerin und meistert viele Gefahren. Aber sie wird trotz ihrer Stärke mit der Diskriminierung konfrontiert, die Katzenmenschen von anderen Wesen ausgesetzt sind. Das bestärkt das Schwert nur, Fran auf ihrem Weg beizustehen.

## Veröffentlichungen
Die von Shigeru Sagazaki geschriebene Romanreihe wurde von Oktober 2025 bis Februar 2024 auf der Plattform Shōsetsuka ni Narō selbstverlegt. Im Juli 2016 startete eine Umsetzung als Light Novel mit Illustrationen von Ruroo beim Verlag Micro Magazine. Von dieser Reihe erschienen bisher 19 Bände, die eine Auflage von über 1,8 Millionen Stück erreicht haben.
Eine Umsetzung als Manga durch Tomowo Maruyama erscheint ab Dezember 2016 zunächst im Magazin Denshi Birz bei Gentosha. Zu Januar 2018 wechselte die Serie ins Magazin Comic Boost. Die Sammelausgabe erreichte bisher 17 Bände. Der vierte Band erreichte mit über 16.000 Verkäufen in der ersten Woche eine Platzierung in den Manga-Verkaufscharts. Seven Seas Entertainment bringt eine englische Übersetzung der Light Novel und des Mangas heraus, bei Planet Manga erscheint der Manga auf Italienisch.
Im Juni 2020 startete mit Tensei Shitara Ken Deshita Another Wish ein Ableger als Manga im Magazin Comic Ride. Die Serie von Hinako Inoue wurde im Januar 2023 abgeschlossen und umfasst sechs Sammelbände. Für August 2025 ist beim Verlag Dokico eine deutsche Ausgabe unter dem Titel Reincarnated as a Sword: Another Wish angekündigt. Eine englische Fassung erscheint bei Seven Seas Entertainment.

## Animeserie
Eine Adaption der Geschichte als Animeserie entstand unter der Regie von Shinji Ishihira bei Studio C2C. Das Drehbuch schrieb Takahiro Nagano. Das Charakterdesign entwarf Atsuko Saitō, die auch die Animationsarbeiten leitete, und die künstlerische Leitung lag bei Masahiro Satō. Für die Kameraführung war Masaaki Onodera verantwortlich und Tonregie führte Shōji Hata.
Der Anime wurde im September 2021 erstmals angekündigt. Die zwölf je 23 Minuten langen Folgen wurden vom 5. Oktober bis 21. Dezember 2022 von Tokyo MX, ABC, BS Asahi und AbemaTV in Japan ausgestrahlt. Eine internationale Veröffentlichung per Streaming fand über diverse Plattformen statt, darunter bei Netflix auch auf Deutsch.

### Synchronisation
Die deutsche Synchronfassung entstand bei @alpha Postproduktion unter der Regie von Felix Mayer. Die Dialogbücher schrieben Daniela Molina und Eva Straeten.
| Rolle     | japanische Stimme (Seiyū) | deutsche Stimme    |
| --------- | ------------------------- | ------------------ |
| Fran      | Ai Kakuma                 | Lara Wurmer        |
| Meister   | Shinichirō Miki           | Pascal Breuer      |
| Nell      | Rumi Okubo                | Angelina Markiefka |
| Klimt     | Wataru Hatano             | Benedikt Gutjan    |
| Amanda    | Ami Koshimizu             | Christine Stichler |
| Garrus    | Shinpachi Tsuji           | Mike Carl          |
| Donadrond | Tetsu Inada               | Pirmin Sedlmeir    |

### Musik
Die Musik der Serie wurde komponiert von Yasuharu Takanashi. Für den Vorspann verwendete man das Lied Tensei Shitara Ken Deshita (転生したら剣でした) von Kishida Kyōdan & The Akeboshi Rockets und der Abspann ist unterlegt mit more＜STRONGLY von Maon Kurosaki.